# Горбань, Николай Алексеевич
Николай Алексеевич Горбань (1918—1992) — полный кавалер Ордена Славы, участник Великой Отечественной войны, помощник командира пулемётного взвода 172-го гвардейского стрелкового полка, гвардии старшина.

## Биография
Родился 6 января 1918 года в пос. Калиново (ныне Попаснянского района Луганской области), Украина в семье крестьянина. Украинец.
Окончил 6 классов в г. Артёмовск в 1934 году, курсы трактористов. Работал комбайнером. В декабре 1939 года был призван в РККА. Воевал стрелком в 417 стрелковом полку. В декабре 1941 годы попал в плен. После освобождения из лагеря был вновь призван в РККА в 1944 году. С этого времени и до конца войны — в 172-м гвардейском стрелковом полку. Особо отличился в боях при освобождении Польши и штурме Берлина.
Пулемётчик 172-го гвардейского стрелкового полка (57-я гвардейская стрелковая дивизия, 8-я гвардейская армия, 1-й Белорусский фронт) гвардии рядовой Н. А. Горбань 25 июля 1944 в бою за город Пулавы (17 км юго-восточнее г. Демблин, ныне Дембно, Польша), обойдя противника с фланга, сразил более 10 гитлеровцев и 2 пленил. 27 июля 1944 награждён Ордом Славы 3-й степени.
3 февраля 1945 в бою в районе населённого пункта Рейтвейн (9 км юго-западнее г. Кюстрин, ныне г. Костшин-над-Одрой, Польша) гвардии сержант Н. А. Горбань заменил выбывшего из строя наводчика и огнём пулемета отразил контратаку противника, уничтожив более 10 вражеских солдат и офицеров. 27 февраля 1945 награждён Орденом Славы 2-й степени.
Помощник командира пулемётного взвода Н. А. Горбань отличился в боях за Одерский плацдарм. 17 апреля 1945 огнём пулемета истребил более 20 гитлеровцев, подавил 4 огневые точки врага. В уличных боях в Берлине (Германия), возглавив взвод, захватил один из домов, подавил в нём огневую точку, и уничтожил несколько немецких солдат. 15 мая 1946 награждён Орденом Славы 1-й степени.
В декабре 1947 года гвардии старшина Н. А. Горбань демобилизован. Жил в посёлке Ясногорский Новосергиевского района Оренбургской области. Работал бригадиром животноводческой фермы. Затем жил в городе Оренбург.
Умер в 1992 году. Похоронен на кладбищенском комплексе «Степной-1».

## Награды
- Орден Отечественной войны I степени[1].
- Орден Славы I степени(№ 1131)[2].
- Орден Славы II степени (№ 25446)[3].
- Орден Славы III степени (№ 173833)[4].
- Медаль "За боевые заслуги"[5].
- Медаль «За победу над Германией в Великой Отечественной войне 1941—1945 гг.».[6].
- Медаль «За взятие Берлина»[7].
- Медали СССР.